# ليجيليزوماب
ليجيليزوماب جسم مضاد وحيد النسيلة مأنسن محفز للمناعة.